# Cachoeira Grande
Cachoeira Grande é um município brasileiro do estado do Maranhão. É localizado cerca de 100 km da capital São Luís e sua população estimada é de 10.004 habitantes.

### Limites geográficos
Cachoeira Grande faz divisa ao norte com Morros, a leste com Morros e São Benedito do Rio Preto, a oeste com Presidente Juscelino e Axixá e ao sul com Presidente Vargas.

## História
O município foi criado em 10 de novembro de 1994 pela Lei Estadual nº 6.151, sendo desmembrado do município de Morros e subordinado à comarca de Icatu. Sua sede foi estabelecida no antigo povoado de Cachoeira Grande.
Desde sua criação, o município é constituído apenas do distrito-sede (Cachoeira Grande), conforme registrado nas divisões territoriais de 1999 e 2005.

## Geografia
O território do município de Cachoeira Grande é de 707,236 quilômetros quadrados, o que o coloca na posição 139 de 217.
Demografia
De acordo com dados do Censo Demográfico de 2022, a população do município de Cachoeira Grande era de 9.732 habitantes e a densidade demográfica era de 13,76 habitantes por quilômetro quadrado. Comparando-se com outras cidades do estado do Maranhão, ficava nas posições 177 e 148 de 217. Já a estimativa populacional para 2024 era de 10.004 pessoas.
Economia
Em 2021, o PIB per capita do município de Cachoeira Grande era de R$ 6.404,03. Comparando-se com outras cidades do estado do Maranhão, ficava nas posições 208 de 217. Já o percentual de receitas externas em 20 era de 98,71%, o que o colocava na posição 1 de 217.
| PIB per capita [2021]                                                                           | 6.404,03 R$      |
| Índice de Desenvolvimento Humano Municipal (IDHM) [2010]                                        | 0,537            |
| Total de receitas brutas realizadas [2023]                                                      | 51.268.667,99 R$ |
| Transferências correntes (Percentual em relação às receitas correntes brutas realizadas) [2023] | 98,71 %          |
| Total de despesas brutas empenhadas [2023]                                                      | 49.040.960,09 R$ |

Fonte: IBGE
| Salário médio mensal dos trabalhadores formais [2022]                                             | 1,2 salários mínimos |
| Pessoal ocupado [2022]                                                                            | 92 pessoas           |
| População ocupada [2022]                                                                          | 0,95 %               |
| Percentual da população com rendimento nominal mensal per capita de até 1/2 salário mínimo [2010] | 60,8 %               |

Fonte: IBGE
Educação
Em 2010, a taxa de escolarização de 6 a14 anos de idade no município de Cachoeira Grande era de 92,9%. Comparando-se com outros municípios do estado do Maranhão, ficava na posição 202 de 217. Já o Índice de Desenvolvimento da Educação Básica (IDEB), no ano de 2023, para os anos inicias do ensino fundamental na rede púbica era 5,4 e para os anos finais, 3,9.
| Taxa de escolarização de 6 a 14 anos de idade [2010]             | 92,9 %           |
| IDEB – Anos iniciais do ensino fundamental (Rede pública) [2023] | 5,4              |
| IDEB – Anos finais do ensino fundamental (Rede pública) [2023]   | 3,9              |
| Matrículas no ensino fundamental [2023]                          | 1.772 matrículas |
| Matrículas no ensino médio [2023]                                | 304 matrículas   |
| Docentes no ensino fundamental [2023]                            | 162 docentes     |
| Docentes no ensino médio [2023]                                  | 22 docentes      |
| Número de estabelecimentos de ensino fundamental [2023]          | 23 escolas       |
| Número de estabelecimentos de ensino médio [2023]                | 1 escolas        |

Fonte: IBGE

## Turismo
Cachoeira Grande também é conhecida como paraíso das águas, a cidade encanta os visitantes com suas belezas naturais, destacando-se o Rio Porto da Casca, um refúgio a apenas 8 km da sede municipal. Formado por múltiplas nascentes que deságuam no Rio Munim, o local oferece águas cristalinas cercadas por vegetação exuberante, perfeitas para banhos e momentos de tranquilidade. Além disso, a região abriga diversas lagoas e córregos, ideais para quem busca conexão com a natureza.

Para os aventureiros, o município apresenta opções radicais, como trilhas off-road percorridas por jipes 4x4 e motos, além de rotas desafiadoras para mountain bike. Os entusiastas da pesca também encontram atrativos, com áreas de pesque-pague que combinam esporte e lazer em meio a paisagens deslumbrantes, garantindo experiências inesquecíveis para todos os perfis de turistas.